# Kievskaya Starina
Kievskaya Starina (en russe : Киевская старина) était un mensuel publié en langue ukrainienne et russe entre 1882 et 1906, traitant d'ethnographie et de littérature.

## Différentes personnalités collaboratrices
- Pavlo Zhitetskyi,
- Oleksandr Lazarevskyi,
- Veniamin Tarnovskyi,
- Mykhailo Chalyi,
- Mykola Chougourov,
- Volodymyr Naoumenko,
- Volodymyr Antonovytch,
- Kostyantyn Mikhaltchouk,
- Andriy Storozhenko,
- Volodymyr Shcherbina,
- Yevhen Kyvlytskyi,
- Mykola Vasylenko,
- Andronyk Dudka-Stepovych,
- Nikandr Molchanovskyi,
- Orest Levitskyi,
- Mykol Storozhenko,
- Venedikt Myakotin.